# Sušice u Přerova
Sušice (deutsch Suschitz) ist eine Gemeinde in Tschechien. Sie liegt acht Kilometer nordöstlich von Přerov und gehört zum Okres Přerov.

## Geographie
Sušice befindet sich linksseitig der Bečva zwischen deren Zuflüssen Libuška und Libuše in der Mährischen Pforte. Das Dorf liegt am Fuße des zur Podbeskydská pahorkatina (Vorbeskidenhügelland) gehörigen Höhenzuges Záhoří. Östlich erhebt sich der Přísahanec (333 m).
Nachbarorte sind Oldřichov im Norden, Kudlov, Nové Dvory und Hlinsko im Nordosten, Kladníky im Osten, Prusínky im Südosten, Pavlovice u Přerova und Tučín im Süden, Radslavice im Südwesten, Grymov und Prosenice im Westen sowie Proseničky, Radvanice, Podolší Mlýn und Haltýře im Nordwesten.

## Geschichte
Die erste schriftliche Erwähnung des Dorfes erfolgte am 2. Februar 1078 in einer Urkunde Otto des Schönen, der das im Jahr zuvor von ihm gegründete Kloster Hradisko anlässlich dessen Weihe mit umfangreichen Güterbesitz, darunter auch einem Vorwerk in Sušice, ausstattete. Aus einer Urkunde aus dem Jahre 1160 geht hervor, dass das Kloster zu dieser Zeit in Sušice sieben Vorwerke besaß. 1340 zeichnete der Vladike Jan von Sušice und Horka in einer Urkunde für Filip von Velké Senice als Zeuge. Ihm folgte vor 1360 sein gleichnamiger Sohn, der ab 1379 Kanoniker in Olmütz wurde. 1376 besaß dessen Bruder Ješek Hromada von Sušice und Horka († 1408) die Feste Sušice mit den Dörfern Sušice, Pavlovice, Radslavice, Prusínky und einem Teil von Tučín. Er verkaufte Sušice und Radslavice 1392 an Markgraf Jobst von Mähren, der beide Güter noch im selben Jahre an das Olmützer Kapitel weiterveräußerte. 1465 verpfändete Georg von Podiebrad acht Kapiteldörfer, darunter Sušice und Radslavice an Ctibor von Cimburg. Zwischen 1494 und 1502 erteilte Dekan Konrad Althaym den Untertanen das Heimfallsprivileg (bona vacantia), das 1587 durch das Kapitel erneuert wurde. Ab 1609 war Georg von Würben und Freudenthal (Jiří Bruntálský z Vrbna) auf Helfštýn Besitzer von Sušice und Radslavice. Da er als Mitglied des mährischen Direktoriums auf Seiten der Aufständischen stand und 1619–1621 das Amt des Oberstlandrichters von Mähren bekleidete, wurden seine Güter nach der Schlacht am Weißen Berg konfisziert; Sušice und Radslavice gingen wieder an das Olmützer Kapitel zurück.
Dieses ließ 1680 im Suschitzer Wald den Platz für einen neuen Herrenhof ausmessen. Wegen des starken Widerstandes der Untertanen wurde der Hof erst zwischen 1694 und 1696 angelegt und ab 1701 bewirtschaftet. 1787 wurde im Zuge der Raabisation auf den Fluren des ehemaligen Herrenhofes das Dorf Ulrychowitz angelegt, das ab 1817 auch zum neuen Kataster von Sušice gehörte. Nordöstlich von Sušice befand sich an der Libuška die Kuttlof-Mühle – eine alte Wassermühle. Bis zur Mitte des 19. Jahrhunderts blieb Radslavice immer der dem Olmützer Kapitel gehörigen Herrschaft Tršice untertänig.
Nach der Aufhebung der Patrimonialherrschaften bildete Sušice/Suschitz ab 1850 mit dem Ortsteil Ulrichov/Ulrichowitz eine Gemeinde in der Bezirkshauptmannschaft Kremsier. Am 2. Juli und 4. November 1858 vernichteten zwei Brände große Teile des Dorfes. Seit 1880 gehört die Gemeinde zum Bezirk Prerau. 1957 löste sich Oldřichov von Sušice los und bildete eine eigene Gemeinde. Zusammen mit Oldřichov und Grymov wurde Sušice 1974 nach Radslavice eingemeindet. Seit 1990 besteht die Gemeinde Sušice wieder. Seit 2004 führt sie ein Wappen und Banner. Sušice besteht heute aus 96 Häusern. Ethnographisch gehört das Dorf zur Hanna.

## Gemeindegliederung
Für die Gemeinde Sušice sind keine Ortsteile ausgewiesen. Zu Sušice gehört die Einschicht Kudlov (Kuttlof).

## Sehenswürdigkeiten
- Kapelle Mariä Heimsuchung, erbaut 1935 an Stelle eines Glockenturmes
- Statue der Jungfrau Maria vom Svatý Hostýn
- Statue des hl. Antonius
- Denkmal für die Opfer des Ersten Weltkrieges
- Gedenkstein für die Opfer des Zweiten Weltkrieges
- Steinernes Kreuz